# Wall Lake
Wall Lake is een plaats (city) in de Amerikaanse staat Iowa, en valt bestuurlijk gezien onder Sac County. Wall Lake is de geboorteplaats van Andy Williams.

## Demografie
Bij de volkstelling in 2000 werd het aantal inwoners vastgesteld op 841.
In 2006 is het aantal inwoners door het United States Census Bureau geschat op 776, een daling van 65 (-7,7%).

## Geografie
Volgens het United States Census Bureau beslaat de plaats een oppervlakte van
2,8 km², geheel bestaande uit land.

## Plaatsen in de nabije omgeving
De onderstaande figuur toont nabijgelegen plaatsen in een straal van 20 km rond Wall Lake.

## Geboren in Wall Lake
- Andy Williams (1927-2012), zanger (crooner)